# Jean-Eudes Demaret
Jean-Eudes Demaret (Senlis, 25 juli 1984) is een Frans voormalig wielrenner die reed voor La Française des Jeux en Cofidis.

## Overwinningen
2006
- Proloog Ronde van Guadeloupe
- 8e etappe Ronde van Guadeloupe

2007
- Proloog Circuit de Saône-et-Loire
- GP des Vins du Brulhois
- 5e etappe Ronde van Poitou-Charentes

2008
- Jongerenklassement Ronde van Picardië

2009
- 5e etappe Ster van Bessèges
- 5e etappe Omloop van de Sarthe

2011
- GP SEB Tartu

## Resultaten in voornaamste wedstrijden
| Jaar | Ronde van Italië | Ronde van Frankrijk | Ronde van Spanje |
| ---- | ---------------- | ------------------- | ---------------- |
| 2007 |                  |                     |                  |
| 2008 |                  |                     |                  |
| 2009 |                  |                     | 127e             |
| 2010 |                  |                     |                  |

| Jaar | Ronde van Lombardije | Parijs-Brussel |
| ---- | -------------------- | -------------- |
| 2007 |                      | 21e            |
| 2008 | 75e                  |                |
| 2009 | 106e                 |                |
| 2010 |                      | 173e           |